# Chelonus subannulatus
Chelonus subannulatus är en stekelart som beskrevs av Abdinbekova 1971. Chelonus subannulatus ingår i släktet Chelonus och familjen bracksteklar. Inga underarter finns listade i Catalogue of Life.